# NGC 2998
NGC 2998 is een balkspiraalstelsel in het sterrenbeeld Grote Beer. Het hemelobject werd op 15 januari 1788 ontdekt door de Duits-Britse astronoom William Herschel.

## Synoniemen
- UGC 5250
- MCG 7-20-51
- ZWG 210.36
- KUG 0945+443
- IRAS09455+4418
- PGC 28196